# Gouverneur de Sonsorol
La fonction de gouverneur de Sonsorol est créée par l’article VII, section 1 de la Constitution de l'État de Sonsorol.

## Éligibilité
Afin d'être éligible à la fonction de gouverneur, il faut être : un citoyen des Palaos, un résident de l’État de Sonsorol, avoir au moins 30 ans, avoir été un électeur au sein de l’État de Sonsorol pour au moins trois ans avant les élections.
Le mandat du gouverneur est de 4 ans, renouvelable une fois consécutivement,.

## Fonctions
Les fonctions du gouverneur sont prescrites à l'article VII, section 7 de la Constitution. L'article précise que les compétences listées ne sont pas limitatives mais inclut :
- assurer l'exécution des lois,
- nommer les directeurs des administrations,
- utiliser le budget selon la loi,
- collecter les impôts,
- représenter l’État sonsorolais dans les actions légales,
- proposer un budget annuel unifié et recevoir, compiler et soumettre les budgets municipaux à la Législature,
- faire entrer en vigueur les lois des Palaos applicables à l’État,
- représenter Sonsorol dans les négociations entre l’État sonsorolais et ses administrations et municipalités,
- exercer les pouvoirs d'urgence, conformément à la Constitution des Palaos,
- proposer des projets de lois à la Législature de l’État,
- nommer les représentants accomplissant ses fonctions dans les municipalités en cas de besoins,
- mener les élections et les affaires officiels en utilisant les communications radio,
- faire un rapport annuel à la Législature d’État sur les progrès de son administration.

Il est assisté, dans ses fonctions, par le lieutenant-gouverneur et par son cabinet, composé des chefs des administrations de l’État. Le gouverneur peut également faire appel au Conseil des chefs pour toutes questions liées au droit coutumier et aux traditions

## Gouverneurs successifs
| Nom                     | Début de mandat | Fin de mandat | Remarques                                                                                 |
| ----------------------- | --------------- | ------------- | ----------------------------------------------------------------------------------------- |
| Flavian Carlos          | 1984            | 1992          | Il a été le premier gouverneur de l’État.                                                 |
| Kuterbis Kutermalei,    | 1992            | 2000          | Il est décédé avant 2007.                                                                 |
| Laura Ierago,           | 2000            | 2004          |                                                                                           |
| Damian Albis,           | 2004            | 27 avril 2012 | Élu le 27 février 2004. Il a été réélu en 2008.                                           |
| Jacob Yangilmau,        | 27 avril 2012   | 12 mars 2015  | Il a démissionné de ses fonctions.                                                        |
| Damian Albis            | 2 mars 2015     | 29 avril 2016 | Auparavant lieutenant-gouverneur de Sonsorol, il a remplacé Yangilmau après sa démission. |
| Laura Miles, née Ierago | 29 avril 2016   | en cours      | Élue le 29 février 2016.                                                                  |

## Sources

#### Documents officiels
- Constitution de l’État de Sonsorol (lire en ligne)
- Office of the Public Auditor, Performance Audit Report on Sonsorol State Government, 2011 (lire en ligne)
- Office of the Public Auditor, Performance Audit Report on Sonsorol State Government, 2007 (lire en ligne)

#### Articles
- (en) Islands Times, « January 22nd - Sonsorol State celebates 33rd Constitutional Day », Islands Times,‎ 24 janvier 2017 (lire en ligne)
- (en) Pacific Islands Report, « Origin Of Grounded Barge In Palau’s Southwest Islands Uncovered », Pacific Islands Report,‎ 28 octobre 2014 (lire en ligne)
- (en) Pacific Islands Report, « Albis wins Governor’s race on Palau’s Sonsorol Island », Pacific Islands Report,‎ 11 mars 2004 (lire en ligne)
- (en) Pacific Islands Report, « 15 Of 16 Governors Support Palau Marine Sanctuary », Pacific Islands Report,‎ 15 avril 2015 (lire en ligne)
- (en) L. N. Reklai, « 9th Sonsorol State Gov’t sworn-in », Think Big Palau,‎ 3 mai 2016
- (en) « Résultat des élections générales de Sonsorol », sur le site du Gouvernement de Sonsorol (consulté le 7 octobre 2016)
- (en) Island Times, « 19 Filipino Fishermen Rescued », Island Times,‎ 1er août 2014 (lire en ligne)